# Eristalinus dissimilis
Eristalinus dissimilis är en tvåvingeart som först beskrevs av Adams 1905.  Eristalinus dissimilis ingår i släktet slamflugor, och familjen blomflugor. Inga underarter finns listade i Catalogue of Life.